# Mesure de Carleson
En mathématiques et plus précisément en analyse fonctionnelle, les mesures de Carleson sont des classes de mesures positives et finies sur le disque unité fermé du plan complexe, ou plus généralement sur des sous-ensembles de {\displaystyle \mathbb {R} ^{n}} ou {\displaystyle \mathbb {C} ^{n}}. Elles ont été introduites par Lennart Carleson pour caractériser les mesures {\displaystyle \mu } telles que l'opérateur d'inclusion formelle {\displaystyle i:H^{p}\to L^{p}(\mu )} est borné, où {\displaystyle H^{p}=H^{p}(\mathbb {D} )} est un espace de Hardy et {\displaystyle \mathbb {D} } est le disque unité de {\displaystyle \mathbb {C} }.

## Définition

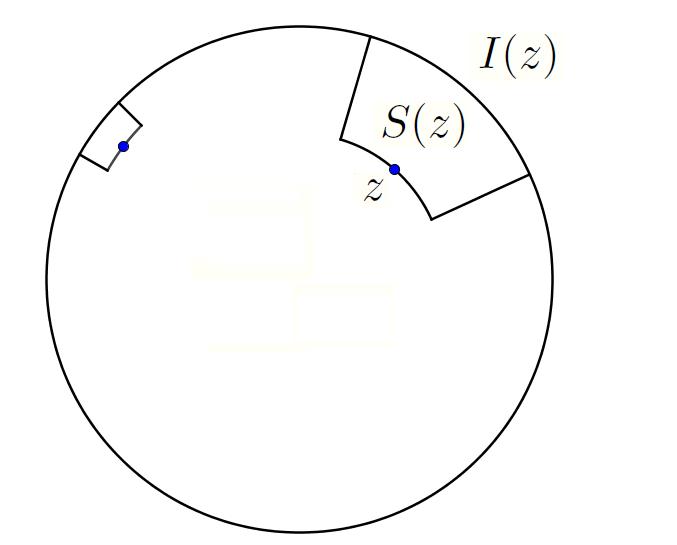
Fenêtre de Carleson S(z)

On note :
- {\displaystyle \mathbb {D} =\{z\in \mathbb {C} \mid |z|<1\}} le disque unité de {\displaystyle \mathbb {C} } ;
- {\displaystyle \mathbb {T} =\{z\in \mathbb {C} \mid |z|=1\}=\partial \mathbb {D} } le cercle unité.

Pour {\displaystyle z=r\mathrm {e} ^{\mathrm {i} \theta }\in \mathbb {D} }, on définit les ensembles {\displaystyle S(z)\subset \mathbb {D} } et {\displaystyle I(z)\subset \mathbb {T} } par
Soit {\displaystyle \mu } une mesure positive sur {\displaystyle \mathbb {D} }. On dit que {\displaystyle \mu } est une mesure de Carleson si {\displaystyle \mu (S(z))=O(|I(z)|)} quand {\displaystyle |z|\rightarrow 1}, où {\displaystyle |I(z)|} désigne la longueur d'arc de l'intervalle {\displaystyle I(z)}.
En d'autres termes, {\displaystyle \mu } est une mesure de Carleson si elle satisfait la condition suivante :
- On dit que {\displaystyle \mu } est une mesure de Carleson évanescente si {\displaystyle \mu (S(z))=o(|I(z)|)} quand {\displaystyle |z|\rightarrow 1}, c'est-à-dire :

## Théorème de Carleson
Soit {\displaystyle p\in [1,+\infty [}, soit {\displaystyle H^{p}(\mathbb {D} )} l'espace de Hardy et {\displaystyle \mu } une mesure positive sur {\displaystyle \mathbb {D} }. Alors {\displaystyle \mu } est une mesure de Carleson si et seulement si l'opérateur de plongement {\displaystyle i:{\begin{cases}H^{p}&\to &L^{p}(\mu )\\f&\mapsto &f\end{cases}}} est borné (ou encore : continu), c'est-à-dire qu'il existe une constante {\displaystyle C} telle que pour toute fonction {\displaystyle f} polynomiale sur {\displaystyle \mathbb {D} } on a l'inégalité suivante :
Par densité des polynômes dans {\displaystyle H^{p}}, l'identité est donc vérifiée pour toute fonction {\displaystyle f\in H^{p}}.

## Théorème de compacité
L'opérateur d'inclusion {\displaystyle i:H^{p}\rightarrow L^{p}(\mu )} est compact si et seulement si {\displaystyle \mu } est une mesure de Carleson évanescente.

## Généralisations
- Soit {\displaystyle 1\leq p<q<+\infty } et {\displaystyle \mu } une mesure positive sur {\displaystyle \mathbb {D} }. L'inclusion {\displaystyle i_{\mu }:H^{p}\rightarrow L^{q}(\mu )} est bornée si et seulement si {\displaystyle \mu } satisfait :{\displaystyle \exists C>0\quad \mu (S(z))\leq C|I(z)|^{\frac {q}{p}}.}
- Soit {\displaystyle \mu } une mesure positive sur {\displaystyle {\overline {\mathbb {D} }}=\mathbb {D} \cup \mathbb {T} }. Toute fonction {\displaystyle f\in H^{p}} se prolonge en une fonction {\displaystyle f^{\ast }(\xi )} définie pour presque tout {\displaystyle \xi \in \mathbb {T} } par la formule :{\displaystyle f^{\ast }(\xi )=\lim \limits _{r\rightarrow 1}f(r\xi )}Alors on peut définir {\displaystyle \int _{\overline {\mathbb {D} }}|f|^{p}d\mu :=\max \left(\int _{\mathbb {D} }|f|^{p}d\mu _{\vert _{\mathbb {D} }},\int _{\mathbb {T} }|f^{\ast }(\xi )|^{p}d\mu _{\vert _{\mathbb {T} }}(\xi )\right).} Alors on a le théorème suivant :
L'inclusion {\displaystyle i_{\mu }:H^{p}\rightarrow L^{p}(\mu )} est bornée si et seulement si {\displaystyle \mu _{\vert _{\mathbb {D} }}} est une mesure de Carleson sur {\displaystyle \mathbb {D} } et {\displaystyle \mu _{\vert _{\mathbb {T} }}} est absolument continue par rapport à la mesure de Lebesgue {\displaystyle m} de {\displaystyle \mathbb {T} }, et sa densité {\displaystyle {\frac {\mathrm {d} \mu _{\vert _{\mathbb {T} }}}{\mathrm {d} m}}} est essentiellement bornée[3].

## Exemples
- La mesure de Lebesque {\displaystyle \mu ={\frac {\lambda }{2\pi }}} ({\displaystyle 1}-dimensionnelle) du cercle unité {\displaystyle \mathbb {T} } est une mesure de Carleson. Les généralisations du théorème de Carleson impliquent que l'inclusion {\displaystyle i:H^{p}\rightarrow L^{p}(\mathbb {T} )} est un opérateur borné. D'autre part, on peut montrer que cette inclusion est une isométrie, non surjective.
- La mesure d'aire {\displaystyle {\mathcal {A}}} du disque est une mesure de Carleson évanescente. En effet, elle satisfait :{\displaystyle {\mathcal {A}}(S(z))\leq \pi (1-|z|)^{2}=o(1-|z|)} quand {\displaystyle |z|\rightarrow 1.}On note {\displaystyle A^{p}} l'espace de Bergman défini comme l'espace des fonctions holomorphes sur {\displaystyle \mathbb {D} } telles que {\displaystyle \int _{\mathbb {D} }|f(z)|^{p}d{\mathcal {A}}(z)<+\infty .}
En appliquant le théorème de compacité de Carleson on obtient que l'inclusion formelle {\displaystyle i:H^{p}\rightarrow A^{p}} est un opérateur compact (donc borné).
- Si le support de {\displaystyle \mu } est inclus dans un compact de {\displaystyle \mathbb {D} }, alors c'est une mesure de Carleson évanescente.